# Rho Geminorum
Rho Geminorum (ρ Geminorum / 62 Geminorum / HD 58946 / HR 2852) es un sistema estelar en la constelación de Géminis de magnitud aparente +4,16.
Se encuentra a 59 años luz del sistema solar.
La componente principal del sistema, Rho Geminorum A (GJ 274 A), es una estrella blanco-amarilla de la secuencia principal blanca de tipo espectral F0V.
Tiene una temperatura superficial de 7000 K y es 5,4 veces más luminosa que el Sol.
Su diámetro es un 60% más grande que el diámetro solar y, como corresponde a una estrella de sus características, rota mucho más deprisa que el Sol —su velocidad de rotación proyectada es de 63 km/s—, siendo su período de rotación igual o inferior a 1,3 días.
Presenta un contenido metálico (metalicidad) aproximadamente la mitad que el solar.
Con una masa ligeramente inferior a 1,5 masas solares, su edad se estima en 6000 millones de años.
Rho Geminorum A tiene una compañera estelar de magnitud +12,5 visualmente a 3,4 segundos de arco.
Denominada Gliese 274 B, es una enana roja de tipo M5.
La separación real entre las dos estrellas es de al menos 60 UA y su período orbital supera los 370 años.
Una tercera componente parece completar el sistema.
Muy alejada del par interior —visualmente a 12,6 minutos de arco de Rho Geminorum A— está separada de éste al menos 13.500 UA, lo que corresponde a un período orbital de más de un millón de años.
Es una enana naranja de tipo K2V y magnitud +7,7.
Es una variable BY Draconis con un período de 11,63 días que recibe la denominación de V376 Geminorum.